# Semiothisops macariata
Semiothisops macariata là một loài bướm đêm trong họ Noctuidae.